# Fagaoalii Satele Sunia
Fagaoalii Lefagaoali i Satele Sunia (c. 1946 – 5 septembre 2015) était une militante pour l'alphabétisation et éducatrice des Samoa américaines. Elle est Première Dame des Samoa américaines de janvier 1997 à mars 2003, lorsque son époux Tauese Sunia est alors Gouverneur. Il meurt en fonction en 2003,. Grande défenseure de l'alphabétisation, Sunia établie et gère le Read to Me Samoa Program pour promouvoir la lecture dans les Samoa américaines. Elle crée également le Tauese P. Sunia Memorial, un musée et une attraction touristique situé à son domicile à Fogagogo sur l'île de Tutuila, dédié à son défunt mari.
Sunia est l'une des rares femmes à être ordonnée diacre de la Congrégation de l'Église Chrétienne des Samoa américaines (CCCAS).

## Biographie

### Au début et à la vie personnelle
Née Lefagaoali i Satele, Sunia est nommée d'après Lefagaoalii, le village où elle est née sur l'île de Savai'i, aujourd'hui dans les Samoa,. Elle est l'aînée des onze enfants de ses parents. Ses parents, Alo o Salamasina Satele Mosegi et Mata ia Avaiu Mauigoa-Satele sont des ministres chrétiens pour la London Missionary Society dans le village de Vailoatai dans le district occidental des Samoa américaines. La London Missionary Society est maintenant connu sous le nom de Congrégation de l'Église Chrétienne dans les Samoa Américaines et les Samoa,.
Elle fréquente d'abord l'école dans les Samoa américaines, mais est diplômée du lycée Waipahu à Waipahu, Hawaii. Elle retourne aux Samoa américaines, où elle est embauchée pour son premier emploi par le Département du Territoire du gouvernement des Samoa américaines, maintenant connu comme le territoire du Bureau de la Communication. Elle s'inscrit ensuite dans une école de soins infirmiers et devient infirmière à LBJ Tropical Medical Center.
Sunia épouse son mari, le futur Gouverneur Tauese Piti Sunia, en 1969 ; le couple aura dix enfants. Il déménage aux Samoa américaines en 1981, et s'installent dans le village de Leone, sur la plus grande île du pays, Tutuila.
Fagaoalii Sunia occupent plusieurs titres honorifiques, y compris ceux de Leilua, Lomialagi et Sina.

### Première Dame des Samoa américaines
Fagaoalii Sunia sert comme Première Dame des Samoa américaines de 1997 à 2003, pendant les deux mandats de gouvernement son époux, un ancien instituteur. Elle défend ses efforts visant à promouvoir la lecture et l'alphabétisation dans le territoire, y compris le Read to Me Samoa Program, qu'elle fonde et gère. Le gouverneur Sunia meurt le 26 mars 2003, sur un vol de la Samoa Airways ralliant Apia à Honolulu, alors qu'il part là-bas faire des examens à la suite de douleurs abdominales. Elle est également présente sur ce vol.
Suivant le décès du Gouverneur, Sunia consacre beaucoup de son temps à sa famille et à son église, la Congrégation de l'Église Chrétienne dans les Samoa américaines (CCCAS) à Leone. Son époux était un de leurs diacres. Fagaoalii Satele Sunia est ordonnée diacre pour succéder à son défunt mari, faisant d'elle l'une des rares femmes diacres dans la Congrégation de l'Église Chrétienne (CCCAS). En outre, elle est membre du Women's Fellowship du CCCAS.
Elle créé également le Tauese P. Sunia Memorial, un musée et monument à son domicile à Fogagogo, qui devient plus tard une attraction touristique.
Elle subit un accident vasculaire cérébral peu de temps après minuit, le 30 août 2015. Elle est admise au Lyndon B. Johnson Tropical Medical Center à Faga'alu le lundi matin, le 31 août 2015. Sunia subit une deuxième attaque l'après-midi du 31 août et tombe dans le coma.
Fagaoalii Satele Sunia meurt des suites de ses attaques au LBJ Tropicale Medical Center le 5 septembre 2015, à l'âge de 69 ans. Lui survit huit de ses dix enfants ainsi que dix frères et sœurs.
Ses funérailles ont lieu à l'Église Catholique Romaine de Leone, à proximité de son église du CCCAS, le 25 septembre 2015. Figure parmi les personnes présentes, sa famille des Samoa et des Samoe américaines, d'anciennes Premières Dames et des hommes politiques. Son cercueil, drapé du drapeau des Samoa américaines, est accompagné par des agents de police territoriaux. Sunia est enterrée aux côtés de son mari à son domicile de Fogagogo, dans les Samoa américaines.
Le sénateur Timusa Tini Lam Yuen parraine une maison de résolution des conflits honorant l'ex-Première Dame à Fono.

## Traduction et références
- (en) Cet article est partiellement ou en totalité issu de l’article de Wikipédia en anglais intitulé « Fagaoalii Satele Sunia » (voir la liste des auteurs).